# Mistrzostwa Świata w Podnoszeniu Ciężarów 1973
Wyniki podnoszenia ciężarów na 47. Mistrzostwach Świata w Podnoszeniu Ciężarów w 1973 roku w Hawanie. Startowali tylko mężczyźni w 9 kategoriach wagowych.

## Medaliści
| Kategoria: | Złoto              | Srebro          | Brąz                 |
| 52 kg      | Mohammad Nasiri    | Lajos Szűcs     | Zygmunt Smalcerz     |
| 56 kg      | Atanas Kirow       | Georgi Todorow  | Koji Miki            |
| 60 kg      | Dito Szanidze      | Norair Nurikjan | Jan Wojnowski        |
| 67,5 kg    | Mucharbij Kirżynow | Mładen Kuczew   | Petyr Janew          |
| 75 kg      | Nedełczo Kolew     | Peter Wenzel    | András Stark         |
| 82,5 kg    | Władimir Ryżenkow  | Frank Zielecke  | Stefan Sochański     |
| 90 kg      | Dawid Rigiert      | Wasilij Kołotow | Peter Petzold        |
| 110 kg     | Pawieł Pierwuszyn  | Helmut Losch    | Javier González      |
| + 110 kg   | Wasilij Aleksiejew | Rudolf Mang     | Stanisław Batiszczew |

## Klasyfikacja medalowa
| Klasyfikacja medalowa | Klasyfikacja medalowa | Klasyfikacja medalowa | Klasyfikacja medalowa | Klasyfikacja medalowa | Klasyfikacja medalowa |
| --------------------- | --------------------- | --------------------- | --------------------- | --------------------- | --------------------- |
| Miejsce               | Reprezentacja         | Złoto                 | Srebro                | Brąz                  | Razem                 |
| 1.                    | ZSRR                  | 6                     | 1                     | 1                     | 8                     |
| 2.                    | Bułgaria              | 2                     | 3                     | 1                     | 6                     |
| 3.                    | Iran                  | 1                     | 0                     | 0                     | 1                     |
| 4.                    | NRD                   | 0                     | 3                     | 1                     | 4                     |
| 5.                    | Węgry                 | 0                     | 1                     | 1                     | 2                     |
| 6.                    | RFN                   | 0                     | 1                     | 0                     | 1                     |
| 7.                    | Polska                | 0                     | 0                     | 3                     | 3                     |
| 8.                    | Japonia               | 0                     | 0                     | 1                     | 1                     |
| 8.                    | Kuba                  | 0                     | 0                     | 1                     | 1                     |